# Роздражев
Роздражев (пол. Rozdrażew, нім. Rozdrazewo) — село в Польщі, у гміні Роздражев Кротошинського повіту Великопольського воєводства.
Населення — 1710 осіб (2011).
У 1975-1998 роках село належало до Каліського воєводства.

## Демографія
Демографічна структура станом на 31 березня 2011 року:
|          | Загалом | Допрацездатний вік | Працездатний вік | Постпрацездатний вік |
| -------- | ------- | ------------------ | ---------------- | -------------------- |
| Чоловіки | 839     | 192                | 587              | 60                   |
| Жінки    | 871     | 187                | 526              | 158                  |
| Разом    | 1710    | 379                | 1113             | 218                  |